# ملعب بول
ملعب بول هو حلبة سباق الدراجات النارية على المنعطفات ومكان سابق لسباق الكلاب السلوقية يقع في وسط مدينة بول، دورست في إنجلترا. الملعب مملوك لـ Borough of Poole . تم بناؤه في أوائل ثلاثينيات القرن الماضي في محاولة لتوفير مصدر للترفيه لسكان بول خلال فترة الكساد الكبير. غالبًا ما يشار إليه أيضًا باسم طريق ويمبورن، وهو طريق يمتد بجوار الاستاد. خلال أيام الأسبوع ، يتم استخدام ساحة انتظار السيارات الكبيرة في الاستاد لتوفير مواقف سيارات لمخطط مواقف وركوب مستشفى بول. في 22 سبتمبر 2020 ، تم الإعلان عن الإغلاق الدائم لسباق الكلاب السلوقية في الموقع.